# 深谷顕衡
深谷 顕衡（ふかや あきひら）は、戦国時代の武将。白河結城氏の家臣。常陸国獅子城主。

## 略歴
永正3年（1506年）、佐竹義舜に降るが、白河結城氏の来攻の際に降伏、佐竹方の鏡城を攻め落としたという。
永正18年（1521年）、佐竹義篤の侵攻を受けて、獅子城に籠戦したが、奮戦むなしく城は落城し、顕衡は討死した。